# ティエルスヴィル
ティエルスヴィル（仏: Tierceville）は、フランスのノルマンディー地域圏、カルヴァドス県に属するコミューン。

## 地理
カーンから北西に17km、バイユーから東に13kmほど行った県の北部に位置する。人口1500人ほどのクルリー近郊にあり、クルリー通りとバイユー通りの2つの道沿いに家屋が連なる。中規模な町の近くということもあって、交通の便はよい。ソル川が東へ流れる。

## 歴史
1944年6月6日、イギリス軍がゴールド・ビーチに、カナダ軍がジュノー・ビーチに上陸し、ティエルスヴィルはナチス・ドイツの手から解放された。

## 行政
- 首長：カトリーヌ・ブルエ（Catherine Blouet、無所属、2001年3月から）
- 前首長：ミシェル・ルノー（Michel Renault）

議会は11人で構成される。

## 人口の推移[1]
| 1962年 | 1968年 | 1975年 | 1982年 | 1990年 | 1999年 | 2006年 | 2007年 |
| ------ | ------ | ------ | ------ | ------ | ------ | ------ | ------ |
| 97     | 131    | 96     | 123    | 113    | 138    | 159    | 162    |

## 観光スポット
- 町の解放を記念し、1944年8月に建立された英国陸軍工兵隊の記念碑
- 17世紀に建てられたグレステンの館
- 領主により17世紀に築かれたティエルスヴィル城
- 12世紀に建てられた聖マルタン教会